# Papuacalia aurea
Papuacalia aurea là một loài thực vật có hoa trong họ Cúc. Loài này được Veldkamp mô tả khoa học đầu tiên năm 1991.